# Zwischen zwei Leben – The Mountain Between Us
Zwischen zwei Leben – The Mountain Between Us (Originaltitel The Mountain Between Us) ist ein US-amerikanischer Abenteuerfilm von Hany Abu-Assad aus dem Jahr 2017. Der Film, dessen Hauptrollen mit Kate Winslet und Idris Elba besetzt sind, basiert auf dem gleichnamigen Roman von Charles Martin und feierte im September 2017 im Rahmen des Toronto International Film Festivals seine Premiere.

## Handlung
Die Fotojournalistin Alex Martin, deren Hochzeit am folgenden Tag stattfinden soll, und der Neurochirurg Ben Bass, der am nächsten Tag eine wichtige OP durchführen muss, haben dasselbe Flugziel. Der Flug wurde indes wegen einer Sturmwarnung annulliert, und sie chartern daher ein kleines Privatflugzeug. Als der Pilot versucht, einer Sturmböe auszuweichen, erleidet er einen Schlaganfall, und die Maschine stürzt hoch in den schneebedeckten Bergen ab. Alex, Ben und der Hund des Piloten überleben den Absturz. Ben ist der Erste, der aus der Bewusstlosigkeit erwacht, und versorgt den offensichtlichen Beinbruch von Alex. Für den Piloten kommt jede Hilfe zu spät, und Ben bestattet ihn im Schnee.
Es gelingt ihnen, Feuer zu machen, und so verbleiben sie, in der Hoffnung auf Rettung, einige Tage im Wrack des Flugzeuges. Als das Essen immer knapper wird und Alex nicht mehr an Rettung glaubt, schickt sie Ben los, um Hilfe zu holen. Nicht weit gekommen, verliert Ben den Halt und rutscht einen Abhang hinab. Kurz vor dem Sturz in die Tiefe hält ihn ein Felsen auf.
Inzwischen dringt ein Puma in das Flugzeug ein. Alex kann ihn im letzten Moment mit einem Schuss aus der Leuchtpistole vertreiben. Der Hund, der von dem Puma angegriffen wurde, ist nur leicht verletzt. Ben kehrt zum Flugzeug zurück und erklärt Alex, dass er beinahe abgestürzt wäre und es zu gefährlich sei, Hilfe zu holen. Der Puma, den der Schuss aus der Leuchtpistole tödlich verletzt hatte, und der unweit des Flugzeuges liegt, dient ihnen als Nahrung.
Als nach längerer Zeit noch immer keine Hilfe in Aussicht ist, schlägt Alex vor, das Risiko einzugehen und das Wrack zu verlassen. Ben ist gegenteiliger Meinung, worauf sich Alex schließlich eines Morgens alleine auf den Weg macht und Ben zurücklässt. Ben folgt ihr kurz darauf und kann sie einholen, da sie mit ihrem gebrochenen Bein nur sehr mühsam vorankommt. Auf ihrem Weg müssen die beiden, die sich eigentlich völlig fremd sind, unter extremen Bedingungen in dem abgelegenen, schneebedeckten Gebirge überleben und fordern sich in regelmäßigen Abständen gegenseitig auf, durchzuhalten. Ben versucht immer wieder, Alex mit Gesprächen Mut zu machen. Angesprochen auf seine Ehe weicht Ben ihren Fragen allerdings aus. Es ist offensichtlich, dass er ein Geheimnis mit sich trägt. Eines Tages sieht Alex durch das Teleobjektiv ihrer Kamera ein Objekt in einem Tal aufblitzen, woraufhin sie beschließen, darauf zuzugehen.
Als sie schließlich im Tal ankommen, erschöpft und am Ende ihrer Kräfte, wird Ben durch das laute Bellen des Hundes wach und erkennt eine verlassene Jagdhütte. Glücklich, scheinbar das Schwerste überstanden zu haben, läuft Ben darauf zu. Alex, immer noch durch ihre Verletzungen behindert, muss sich von den Strapazen erholen. Zu spät erkennt sie, dass sie sich auf dem Eis eines zugefrorenen Sees befindet, das unter der Belastung langsam nachgibt, und sie bricht in das eiskalte Wasser ein. Im letzten Augenblick kann Ben die Bewusstlose retten und trägt sie in die Hütte. Dort, am Kaminfeuer, erzählt Ben Alex später von seiner Frau, die an einem Gehirntumor erkrankte und letztlich daran verstarb. Alex, die sich schon längst zu Ben hingezogen fühlt, kann jetzt ihre Gefühle nicht länger verbergen, und sie verbringen eine gemeinsame Nacht voller Leidenschaft.
Obwohl Alex Ben darum gebeten hat, ohne sie weiterzugehen, um Hilfe zu finden, nimmt er sie dennoch mit. Am Ende beider Kräfte entdeckt Ben in nicht allzu großer Entfernung eine Holzfabrik. Auf dem Weg dorthin tritt er in ein Tellereisen und wird schwer verletzt. Außerstande, die Falle zu öffnen, versucht Alex Hilfe bei den Holzfällern zu holen und bricht erschöpft vor einem Lkw auf dem Boden zusammen. Ben wacht in einem Krankenhaus auf und besucht Alex in ihrem Krankenzimmer, wo er deren Verlobten kennenlernt. Sichtlich enttäuscht verabschiedet sich Ben, und beide gehen wieder ihre eigenen Wege.
Ben arbeitet wieder als Arzt in London und Alex hat ihren Lebensmittelpunkt in New York. Alex kann Ben jedoch nicht vergessen und versucht, Kontakt mit ihm aufzunehmen. Er reagiert auf die Kontaktversuche allerdings nicht, in dem Glauben, Alex sei mittlerweile längst verheiratet. Zu groß ist seine Angst, noch einmal einen Trennungsschmerz durchleben zu müssen, wie in der Vergangenheit. Als Ben von Alex Fotos zugeschickt bekommt, die ihn an Augenblicke ihrer Strapazen erinnern, ruft er Alex an, und sie verabreden sich in einem New Yorker Restaurant. Ben erfährt, dass Alex nicht geheiratet hat und sie jetzt als Teilzeitlehrerin arbeitet, da sie durch das Flugunglück traumatisiert ist und Flüge meidet. Ben erklärt ihr, wieso er nicht zurückgerufen hat und erzählt ihr auch, dass er den Hund, ihren treuen Begleiter, zu sich genommen habe. Nachdem sie sich vor dem Restaurant verabschiedet haben und es nach einem endgültigen Lebewohl aussieht, kehren beide um und fallen sich in die Arme.

## Produktion

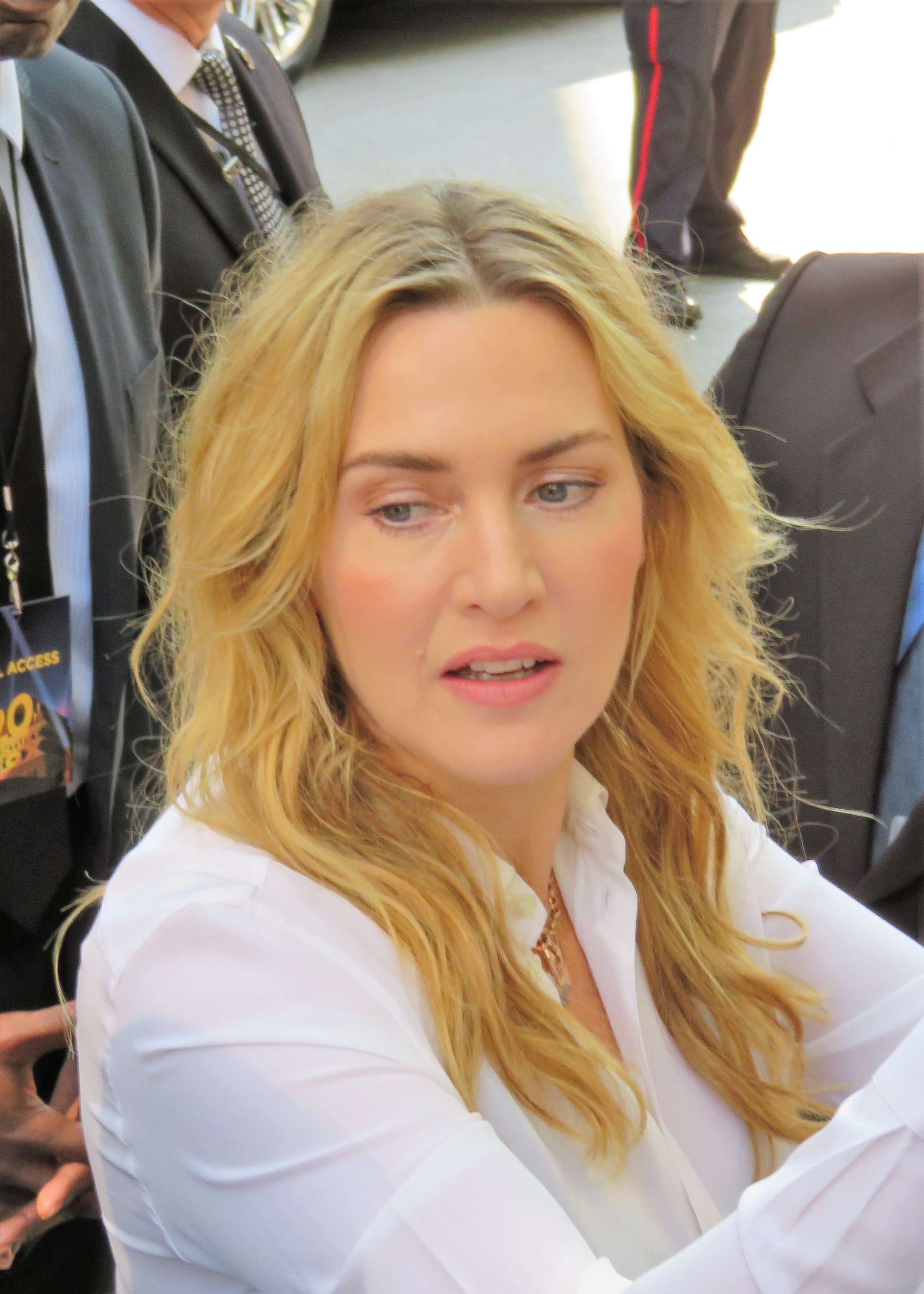
Kate Winslet bei der Premiere des Films in Toronto

Das Drehbuch zum Film wurde von J. Mills Goodloe und Chris Weitz verfasst und basiert auf dem Roman The Mountain Between Us von Charles Martin aus dem Jahr 2011. Dieser Roman wurde im Oktober 2017 in einer Übersetzung von Ulrike Bischoff im Ullstein-Verlag unter dem Titel Zwischen zwei Leben – The Mountain Between Us veröffentlicht. Der Roman erzählt von Ben und Ashley, die nach einem Flugzeugabsturz versuchen, in der Wildnis zu überleben. Ashley war gerade auf dem Weg zu ihrer Hochzeit, Bens Beziehung hingegen ist am Ende, doch sie beginnt sich mehr und mehr zu ihm hingezogen zu fühlen.
Regie führte Hany Abu-Assad. Die Adaption des Romans erfolgte durch Chris Weitz. Die Hauptrollen von Alex Martin und Ben Bass wurden mit Kate Winslet und Idris Elba besetzt. Die deutsche Synchronisation entstand bei der FFS Film- & Fernseh-Synchron GmbH nach einem Dialogbuch von Klaus Bickert und unter der Dialogregie von Clemens Frohmann. Ulrike Stürzbecher synchronisiert in der deutschen Fassung Alex Martin und Oliver Stritzel ihre Zufallsbekanntschaft Ben Bass.
Die Filmmusik komponierte Ramin Djawadi. Der Soundtrack zum Film umfasst zwanzig Musikstücke und wurde am 6. Oktober 2017 von Lakeshore Records veröffentlicht. Der Song Dusk Till Dawn zum Filmteaser stammt von Zayn Malik und Sia.
Der Film feierte am 9. September 2017 im Rahmen des Toronto International Film Festivals seine Premiere. Am 6. Oktober 2017 lief er in den USA an und kam am 7. Dezember 2017 in die deutschen Kinos.

## Rezeption

### Altersfreigabe
In den USA wurde der Film von der MPAA als PG-13 eingestuft. In Deutschland ist der Film FSK 12. In der Freigabebegründung heißt es: „Der insgesamt ruhig inszenierte Film enthält einige dramatische Spannungsszenen, bei denen es jedoch nicht zu körperlicher Gewalt kommt. Zudem bieten zahlreiche ruhige Passagen Kindern und Jugendlichen ab 12 Jahren genug Gelegenheit zur Entspannung. Durch den Spielort in verschneiter Wildnis fällt es Zuschauern ab 12 Jahren auch leicht, die Geschichte von ihrer eigenen Lebenswelt abzugrenzen und eine emotionale Distanz zu wahren.“

### Kritiken
Walli Müller von NDR Info beschreibt den Film als ein Survival-Drama, bei dem der Fokus nicht so sehr auf dem physischen Überlebenskampf liege, sondern mehr auf der psychologischen Dynamik innerhalb einer unfreiwilligen Schicksalsgemeinschaft. Der Übergang vom Überlebens- zum Romantik-Drama sei allerdings etwas sehr schwülstig geraten, so Müller weiter, und so richtig ungemütlich wie bei vergleichbaren Filmen, in denen das Abenteuer auch für die Zuschauer kaum auszuhalten war, werde es hier nie im Kinosessel: „Wirklich existenzielles Drama sieht anders aus, aber Kate Winslet und Idris Elba schaut man als Filmpaar gern zu.“
In einer Kritik der dpa zum Film ist zu lesen, das Katastrophendrama schwinge etwas unentschlossen zwischen Action und Romantik hin und her, aber Kate Winslet und Idris Elba in den Hauptrollen heben den Film knapp über den Durchschnitt.

### Einspielergebnis
Die weltweiten Einnahmen des Films aus Kinovorführungen belaufen sich bislang auf 62,7 Millionen US-Dollar. In Deutschland verzeichnet der Film 152.938 Besucher.

### Auszeichnungen
Am 18. Dezember 2017 gab die Academy of Motion Picture Arts and Sciences bekannt, dass sich Ramin Djawadis Arbeit auf einer Shortlist befindet, aus der die Nominierungen in der Kategorie Beste Filmmusik im Rahmen der Oscarverleihung 2018 erfolgen werden. Im Folgenden eine Auswahl von Nominierungen im Rahmen weiterer Filmpreise.
NAACP Image Awards 2018
- Nominierung als Bester Hauptdarsteller (Idris Elba)[15]